# Kee Games
Kee Games foi uma fabricante de jogos de fliperama que lançou jogos em 1973 até 1978. Kee era administrada por Joe Keenan, um amigo de longo prazo do co-fundador da Atari, Nolan Bushnell. Keenan contratou vários desertores da Atari, e começou a anunciar-se como concorrente.
Na verdade, Kee Games era só uma subdivisão da Atari, criada em resposta para os distribuidores de arcade (fliperama) do tempo, o que fez com que a Kee Games fizesse negócios de exclusividade. A Kee Games fez muitos jogos parecidos (clones) com os da Atari, o que fez com que a Atari "exclusivamente" pudesse vender jogos em duas distribuidoras.
Em dezembro de 1974, a relação da Atari foi descoberta pelo público. Porém, o jogo da Kee, Tank fez tanto sucesso que os distribuidores procuraram comprar o jogo mesmo sem um acordo de exclusividade. Ao mesmo tempo, a Atari estava tendo problemas financeiros e de gerenciamento, enquanto Joe Keenan estava fazendo sucesso gerenciando a Kee Games. As duas companhias se fundiram, com Keenan promovido a presidente da Atari, gerenciando a parte dos negócios, enquanto Bushnell cuidava da engenharia.
Atari continuou usando a etiqueta da "Kee Games" nos seus jogos até 1978, mas depois, os jogos foram claramente etiquetados como "uma subsidiária completamente possuída pela Atari, Inc.".

## Jogos
- Elimination (Outubro de 1973) — Clonado do Quadrapong da Atari.
- Spike (Março de 1974) — Clonado do Rebound, da Atari, com um botão extra chamado "Spike"
- Formula K (Abril de 1974) — Clonado do Gran Trak 10 da Atari.
- Twin Racer (Julho de 1974) — Clonado do Atari's Gran Trak 20
- Tank (Novembro de 1974) — Um jogo original que ficou muito popular.
- Pursuit (Janeiro de 1975)
- Indy 800 (Abril de 1975)
- Tank II (Maio de 1975) — O primeiro jogo vendido com a etiqueta da Kee com a divulgação da Atari.
- Quiz Show (Abril de 1976)
- Tank 8 (Abril de 1976)
- Indy 4 (Maio de 1976)
- Sprint 2 (Novembro de 1976)
- Drag Race (Junho de 1977)
- Super Bug (Setembro de 1977)
- Sprint 1 (Janeiro de 1978)
- Ultra Tank (Fervereiro de 1978)